# Ekonavi
Ekonavi é uma rede social brasileira que mapeia atores ecológicos, principalmente no Brasil e com foco na agrofloresta. Procura documentar o trabalho dos agricultores, as práticas regenerativas e apoiar os seus esforços através da tokenização.

## História
A plataforma foi lançada em 21 de dezembro de 2020. Sua primeira versão permitiu que as fazendas colocassem seu projeto no mapa e compartilhassem seus trabalhos e eventos. Logo depois, a plataforma começou a introduzir elementos blockchain, por meio de parcerias com Regen Network e IXO. Como tal, criaram uma presença proeminente no espaço ReFi (comunidade que utiliza blockchain para objetivos ecológicos), e um dos primeiros casos no mundo de financiamento blockchain para agrofloresta e restauração de terras.
Seguindo em frente, Ekonavi está a criar estruturas para financiar esforços agroflorestais no terreno e construir pontes entre apoiantes de iniciativas ecológicas e agroflorestais. Um dos seus projetos-piloto, o EkoToken, revelou-se uma demonstração particularmente forte de eficiente plantio e relatórios de impacto – cumprindo projetos regenerativos na Bahia, Minas Gerais e Colômbia. Ekonavi está também empreendendo esforços para dMRV (métodos para avaliar e validar dados de biomassa), em termos favoráveis para os agricultores. 

## Reconhecimentos
Além de seu destaque no espaço ReFi internacional e brasileiro, a Ekonavi fez alguns avanços em instituições mais estabelecidas. Foi finalista da competição “Tokenize a sua Ideia” de 2023 do Mercado Bitcoin e do Hackathon Web3 do Governo Federal do Brasil, “Tokenização do Tesouro Nacional” (com o Equipe Blockteam). Também tornou-se membro da aceleradora de startups Startupbootcamp, bem como do XRPL Commons (parte do blockchain XRP Ledger). 
Em Novembro 2024, a Ekonavi ganhou o G20 Techsprint, hackathon organizado pelo Banco Central do Brasil e o Banco de Compensações Internacionais.  